# Historia (Musik)
Eine Historia oder Historie (von lateinisch historia „Geschichte“) ist eine im 17. Jahrhundert verbreitete Form der lutherischen Kirchenmusik, in der Evangelien hoher Festtage im Stile responsorialer Gesänge oder Geistlicher Konzerte musikalisch gestaltet wurden.

## Geschichte
Historia bezeichnete im späten Mittelalter die Antiphonen und Responsorien des Stundengebetes eines Tages, vermutlich weil sie der Lebensgeschichte des jeweiligen Heiligen entnommen waren. Seit Mitte des 16. Jahrhunderts entstanden Kompositionen nach Vorbild der responsorialen Passion, in denen biblische Erzählungen mit wechselnden Besetzungen vertont wurden. Die Historien wurden häufig in Fest- und Gebetsgottesdiensten aufgeführt.
Die Evangelisch-Lutherische Kirche übernahm aus der Katholischen Kirche das Konzept einer festen Perikopenordnung für das Kirchenjahr, also einer verbindlichen Festlegung der Schriftlesungen für die einzelnen Sonntage und Feiertage. Das Sonntagsevangelium wurde zunächst in Form einfacher Melodiemodelle (Lektionstöne) gesungen.
Nachdem sich die Vertonung von Bibeltexten in der Volkssprache zunächst fast ausschließlich auf Psalmtexte beschränkt hatte, wurden gegen Ende des 16. Jahrhunderts erstmals Teile des Evangeliums als deutsche Evangeliensprüche auskomponiert. Andreas Raselius (1594), Christoph Demantius (1610), Melchior Vulpius (ab 1612) und Melchior Franck („Gemmulae Evangeliorum“, auch bekannt als „Deutsche Evangeliensprüche für das Kirchenjahr“, 1623) veröffentlichten Chorzyklen (Evangelienjahrgänge), in denen für jeweils ein ganzes Kirchenjahr für jeden Sonn- und Feiertag ein zentraler Ausschnitt aus dem jeweiligen Perikopentext als Evangelienspruch komponiert war. Bei damaliger Aufführung einer Evangelienspruchs fand vermutlich der größte Teil der Evangeliums-Lesung im Lektionston statt, und der Evangelienspruch wurde an der entsprechenden Stelle (als Figuralmusik) eingeschoben.
Die Historie entstand als besonders festlich gestaltete Darbietung der Evangelien für die höchsten Feiertage des Kirchenjahres: die Auferstehungshistorie zu Ostern, die Historie von der Geburt des Heilands zu Weihnachten sowie in schlichterer Form die Historie vom Leiden und Sterben (Passionshistorie) zum Karfreitag. Andere Historien sind Einzelfälle geblieben. Unter einer Historie versteht man in der Kirchenmusikgeschichte jedoch grundsätzlich „jede Komposition einer größeren und zusammenhängenden biblischen Erzählung, einerlei welchen Stils und welcher Formen“. Die Bezeichnung ist erst Ende des 16. Jahrhunderts aufgekommen und hauptsächlich im protestantischen Bereich verwendet worden.
Die zunehmende Aufteilung des gesungenen Textes auf verschiedene Rollen und eine Steigerung in Ausdruck und Besetzung führten dazu, dass die Historie als eigenständige Gattung im Laufe des späten 17. Jahrhunderts an Bedeutung verlor und in die Tradition des Oratoriums mündete. Historie und Evangelienspruch können somit als Urformen von Kantate und Oratorium angesehen werden. Bei der Kantate findet die Aufführung nicht mehr anstelle des Evangeliums, sondern im Anschluss statt, die Texte sind länger und nicht auf Lesungstexte beschränkt, die Form wird mehrteilig, die Einbeziehung von Instrumenten wird die Regel.
Im Zuge der Erneuerungsbewegung der evangelischen Kirchenmusik nach 1920 erwachte das Interesse an der Historie neu. Die neu entstandenen Werke wurden dabei häufig mit dem deutschen Wort „Geschichte“ bezeichnet, manchmal auch – trotz der A-cappella-Besetzung – als „Oratorium“. Beispiele sind Die Weihnachtsgeschichte von Hugo Distler (1933), das Weihnachtsoratorium von Kurt Thomas und Werke von Karl Michael Komma.

## Bedeutende Komponisten und Werke
- Antonius Scandellus

- „Österliche Freude der siegreichen und triumphierenden Auferstehung“ (um 1562 oder später) – Auferstehungshistorie

- Rogier Michael

- „Die Empfangnis u. Die Geburt unseres Herren Jesu Christi. . . nach Lukas und Matthaeus“ (1602), sechsstimmig – Weihnachtshistorie

- Heinrich Schütz

- „Historia der fröhlichen und siegreichen Auferstehung unsers einigen Erlösers und Seligmachers Jesu Christi“ – Auferstehungshistorie (1623, SWV 50)
- „Historia der Geburt Christi“ – Weihnachtshistorie (1664, SWV 435)

Auch alle drei Passionen bezeichnet Heinrich Schütz als Historia: Matthäus-Passion (1666), Lukas-Passion (um 1653), Johannes-Passion (1665/66), wörtlich: „Historia des Leidens und Sterbens … Jesu Christi …“. „Von den größeren Einzelwerken, die Heinrich Schütz geschaffen hat, tragen fünf die Bezeichnung 'Historia' im Titel“.
- Thomas Selle

- „Es begab sich aber zu der Zeit“ – Weihnachtshistorie
- „Und da der Sabbath vergangen war“ – Auferstehungshistorie (um 1660)

- Johann Schelle: Weihnachts-Historie („Actus musicus auf Weyh-Nachten“, ca. 1683)
- Johann Philipp Krieger: Weihnachtshistorien (17. Jh.; verschollen)